# 카를 리터

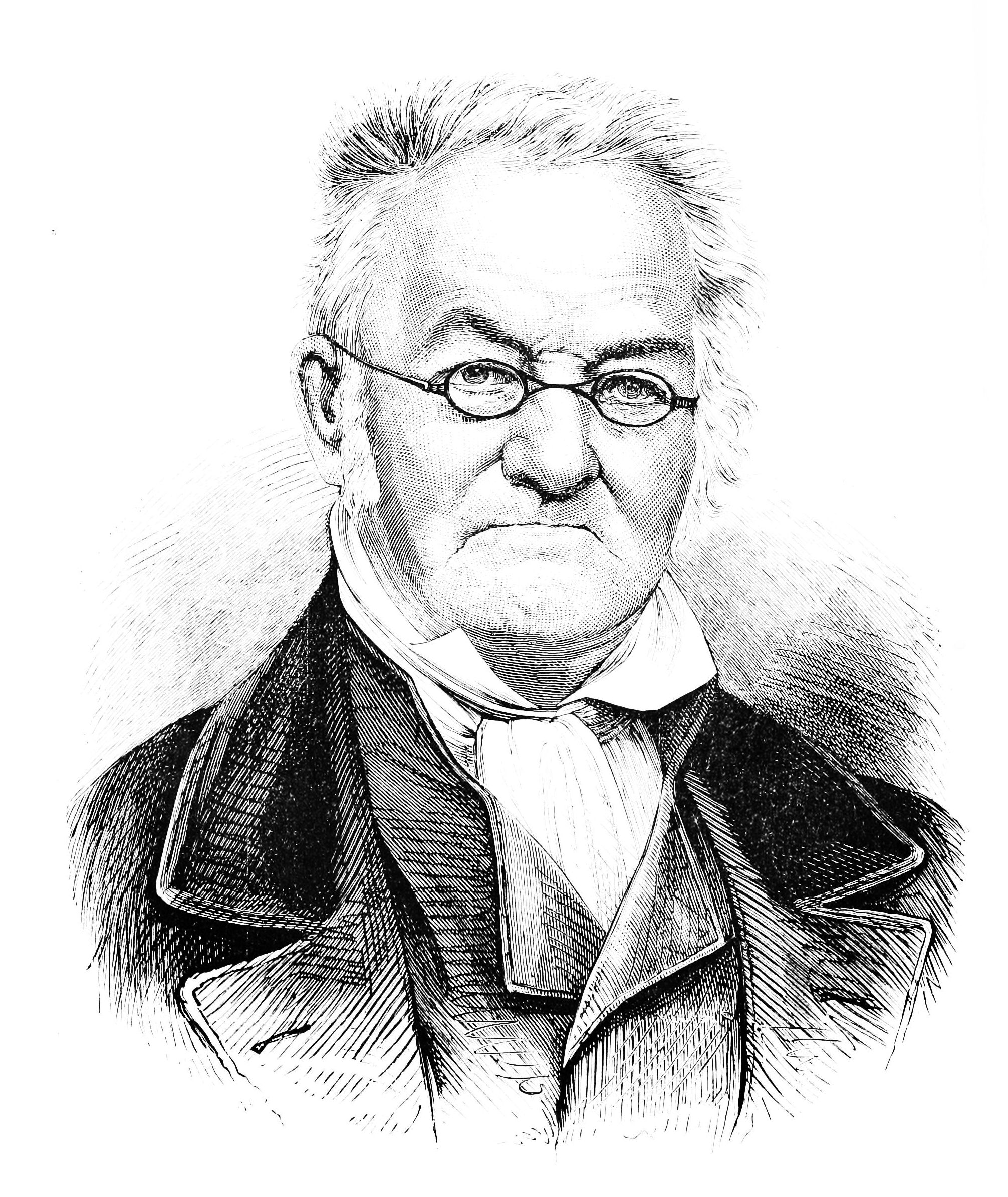
카를 리터

카를 리터(Carl Ritter, 1779년 8월 7일 ~ 1859년 10월 28일)는 독일의 지리학자이다. 현대 과학으로 지리학의 방법론의 확립을 위해 노력하였다.